# Park Hae-yoon
Park Hae-yoon (hangul: 박해윤; Suncheon, Jeolla del Sur, 10 de enero de 1996), también conocida simplemente como Haeyoon, es una cantante surcoreana, conocida por haber sido la líder y vocalista principal del grupo femenino surcoreano Cherry Bullet.

## Biografía y vida personal
Haeyoon nació el 10 de enero de 1996 en Suncheon, Jeolla del Sur. Tiene un hermano mayor y dos gatos llamados Natto y Yulmu.

## Carrera

### 2016-2018: Actividades predebut yProduce 48
Antes de su debut, Park fue aprendiz en Big Hit Entertainment y más tarde en FNC Entertainment, acumulando más de cuatro años de entrenamiento.
En 2018, participó en el programa de supervivencia Produce 48, donde logró llegar al puesto número 19.

### 2019-2024: Debut y éxito con Cherry Bullet
Park debutó como miembro del grupo femenino surcoreano Cherry Bullet el 21 de enero de 2019 con el sencillo "Q&A", siendo la líder del grupo.
El grupo lanzó varios sencillos exitosos como "Really Really", "Love So Sweet" y "Aloha Oe".
El 22 de abril de 2024, FNC Entertainment anunció la disolución de Cherry Bullet. La agencia declaró que Haeyoon, Jiwon, Remi y May decidieron no renovar sus contratos.

### 2024-presente: Carrera en solitario
Tras la disolución del grupo, Haeyoon debutó como solista en julio de 2024 con el sencillo "I Miss You Now".

## Discografía

### Sencillos en solitario
- "I Miss You Now" (2024)[6]

## Filmografía

### Programas de televisión
- Produce 48 (Mnet, 2018) – Concursante[3]